# José María Vilahur
José María Vilahur Casellas (Peratallada, 12 de septiembre de 1873-La Bisbal del Ampurdán, 20 de enero de 1951) fue un periodista y político español.

## Biografía
Procedía de una familia de hacendados de San Clemente de Peralta, era hijo de Francisco Vilahur Gruart y Rosa Casellas Artigas. De joven trabajó en la farmacia Llach de La Bisbal, costeándose de este modo sus estudios de Derecho, que realizó en la Universidad de Barcelona. Tras licenciarse en 1900, abrió su despacho de abogado en Gerona, donde desarrolló también buena parte de su actividad política y periodística.
Afiliado al partido tradicionalista, en 1905 ya era secretario de la Junta provincial carlista de Gerona, que presidía Manuel Bonmatí. Posteriormente llegaría a ser vicepresidente segundo de la Junta Regional Tradicionalista.
Elegido diputado provincial en Gerona en 1911 por la candidatura de derechas, fue miembro de la comisión de Gobernación, así como del Patronato de Convalecencia entre 1913 y 1915. Partidario del regionalismo, formó parte del equipo redactor del proyecto de estatuto de la Mancomunidad de Cataluña y acompañó al presidente de la Diputación en Barcelona en la reunión preparatoria del estatuto del 8 de enero de 1914. Según Dalmacio Iglesias, Vilahur presentó una enmienda a la que la mayoría catalanista se opuso, consistente en añadir al artículo III las palabras: 

«dentro del más absoluto respeto a la Religión católica que informa el espíritu tradicional de Cataluña, y siempre de conformidad con las enseñanzas de la Iglesia»

En 1919 se separó del jaimismo, adhiriéndose a la escisión de Juan Vázquez de Mella, que encabezó en la provincia de Gerona. A partir de 1921 pasó a dirigir el diario tradicionalista El Norte de Gerona. Durante estos años, ejerció el cargo de presidente de la Junta provincial tradicionalista de Gerona, de la que también formaban parte, entre otros, Narciso Massaguer, Miguel Arnau, Juan Bosch, Carlos de Cendra, Pedro Noguer, Pedro Costa, José Gimbernat, Pedro de Pol, Salvador Auguet, Juan Viñas y Joaquín Font, bajo la jefatura regional de Teodoro de Mas.

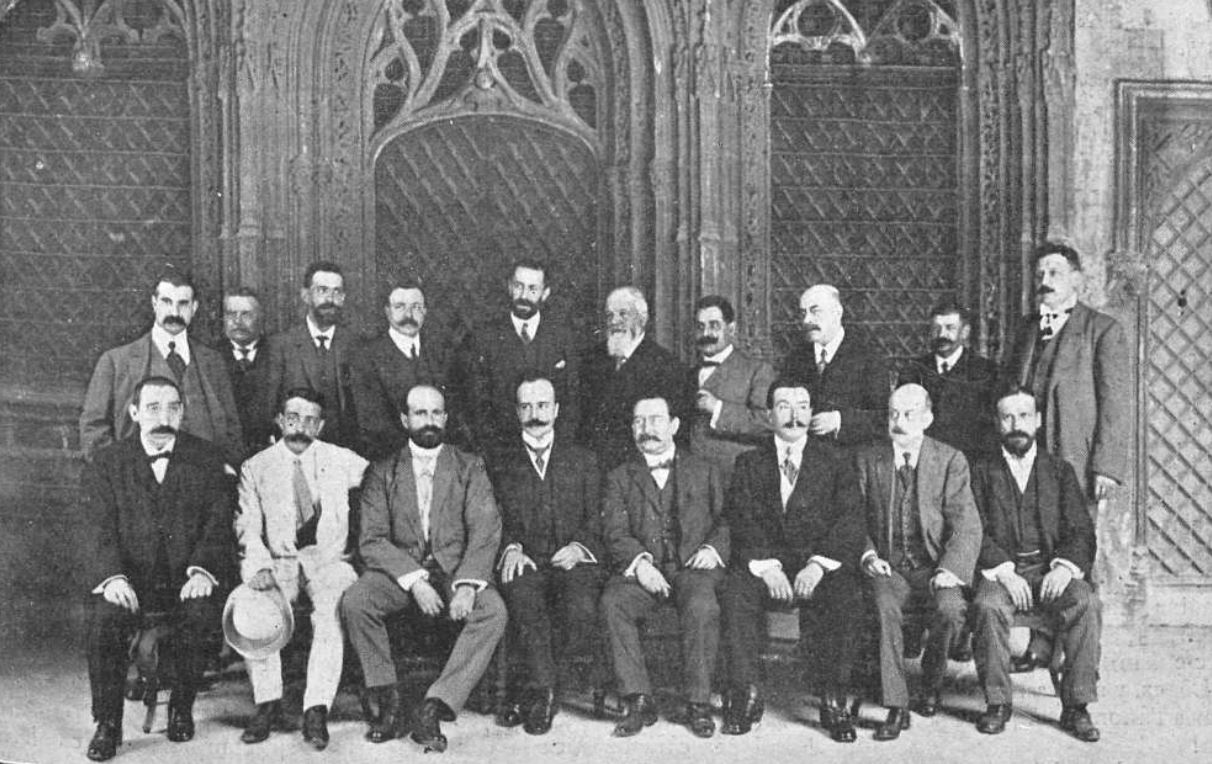
Vilahur, sentado en el extremo derecho, con otros diputados provinciales de Cataluña (1911).

Volvió a ser diputado provincial en 1924, ya en la dictadura de Primo de Rivera, por el distrito de La Bisbal. Durante este mandato fue miembro de la comisión Permanente de Hacienda y vocal primero del Tribunal Provincial Contencioso-Administrativo. Entre 1925 y 1927 sería también concejal del Ayuntamiento de Gerona.
Proclamada la Segunda República, participó en la reorganización de la Comunión Tradicionalista y presidió la Mutua Escolar Masmitjá, entidad que se encargó de gestionar la red de escuelas de las misioneras del Corazón de María de la provincia, que habían sido secularizadas.
Durante la guerra civil, temeroso por su vida, se escondió en La Bisbal en casa de su prima, la poeta Trinidad Aldrich. Terminada la contienda, enfermó y se dedicó a llevar los seis caseríos que tenía en Cassá de la Selva. Murió en La Bisbal a mediados de enero de 1951.
Estuvo casado con la barcelonesa Piedad Pedrals, heredera de la masía Bernat de La Bisbal, con quien tuvo varios hijos, entre ellos Ramón Vilahur Pedrals, general de brigada, y el oftalmólogo Santiago Vilahur Pedrals.